# L'ultimo scandalo
L'ultimo scandalo (Scandal for Sale) è un film del 1932 diretto da Russell Mack.
È un film drammatico statunitense con Charles Bickford, Rose Hobart e Pat O'Brien. È basato sul romanzo del 1931  Hot News di Emile Gauvreau.

## Produzione
Il film, diretto da Russell Mack su una sceneggiatura di Ralph Graves e Robert Keith e un soggetto di Emile Gauvreau (autore del romanzo), fu prodotto da Carl Laemmle Jr. per la Universal Pictures e girato negli Universal Studios a Universal City, California, I titoli di lavorazione furono  Ambition e  Scandal Market.

## Distribuzione
Il film fu distribuito negli Stati Uniti dal 1º aprile 1932 e in Italia nel maggio 1933, in entrambi i Paesi dalla Universal Pictures.